# 篠泰樹
篠 泰樹（しの やすき、1968年7月2日 - ）は、「ファミコン通信（現在の週刊ファミ通）」創刊号（1986年6月6日）にゲーマーとして参加。
角川書店また富士見書房（現在のKADOKAWA）でプロデューサー、編集長として活躍。
多くの書籍、雑誌、カセット文庫をはじめ、ゲームや映像作品を送り出す。
株式会社ゲームフリークにてプロデューサーとして活躍。
格闘技プロモーター、世界初の女子総合格闘技団体「SMACKGIRL」の運営会社「株式会社スマックガール」の元代表、テレビ解説者。
黎明期の女子総合格闘技界を支え、牽引していった。2003年12月31日に開催された「INOKI BOM-BA-YE 2003」ではディレクターとして活躍する。
また、日本で唯一のカジノ専門誌「カジノジャパン」の編集長としても活躍。
テキサス・ホールデムポーカーやオンラインカジノに関する識者として執筆活動も行う。
ペンネームとして「しのたいき」や「龍造寺慶（複数名で共有）」と記すこともある。

## 著書
- カジノジャパン（カジノジャパン株式会社）
  - 2016年 ISBN 9784990926809
  - 2022年 ISBN 9784434300790
  - 2024年 ISBN 9784991243110
- カジノと日本経済（宝島社、2017年）ISBN 9784800268174

担当・執筆した雑誌や単行本は複数存在する。
漫画「どるから」（竹書房）では「龍造寺慶」というペンネームを使ってシナリオを執筆している。

## 作品
- スーパーファミコン / 妖怪バスター ルカの大冒険（角川書店）
- スーパーファミコン / ロードス島戦記（角川書店）
- プレイステーション / 東京ダンジョン（角川書店）
- カセット文庫 / 灼熱の竜騎兵 PART1 惑星ザイオンの風（富士見書房）
- カセット文庫 / 灼熱の竜騎兵 PART2 惑星ザイオンの嵐（富士見書房）

## 掲載サイト
- 週末はカジノでワクワクドキドキ？！いまどきIRの大人なアソビ方【vol.１】- マカオ「スタジオ・シティ」編 -[6]
- 週末はカジノでワクワクドキドキ？！いまどきIRの大人なアソビ方【vol.２】- 韓国「パラダイスシティ」編 -[7]
- 週末はカジノでワクワクドキドキ？！いまどきIRの大人なアソビ方【vol.３】- ベトナム「club99」編 -[8]
- 月刊アミューズメントジャパン「ポーカー大会の最高峰WSOP 優勝賞金は9億円」 -[9]